# Leandro Almeida Silva
Leandro Almeida da Silva, más conocido como Leandro Almeida (Belo Horizonte, Minas Gerais, Brasil, 14 de marzo de 1987) es un futbolista brasileño que juega de defensa en el Paraná Clube del Campeonato Brasileño de Serie B.

## Clubes
| Club                   | País    | Año       |
| ---------------------- | ------- | --------- |
| Atlético Mineiro       | Brasil  | 2007-2009 |
| FC Dinamo de Kiev      | Ucrania | 2009-2013 |
| Coritiba FC            | Brasil  | 2013-2015 |
| Palmeiras              | Brasil  | 2015-     |
| Internacional (cedido) | Brasil  | 2016      |
| Figueirense (cedido)   | Brasil  | 2017      |
| Londrina (cedido)      | Brasil  | 2018      |
| Paraná (cedido)        | Brasil  | 2019-     |

## Palmarés

### Campeonatos nacionales
| Título             | Club              | País    | Año       |
| ------------------ | ----------------- | ------- | --------- |
| Campeonato Mineiro | Atlético Mineiro  | Brasil  | 2007      |
| Liga Ucraniana     | FC Dinamo de Kiev | Ucrania | 2008-2009 |